# クラウゼンの戦い
クラウゼンの戦い（クラウゼンのたたかい、ドイツ語: Gefecht bei Klausen）は、ポーランド継承戦争中の1735年10月25日、トリーア選帝侯領のクラウゼンで行われた戦闘。フランソワ・デュ・フランクトー率いるフランス軍がフリードリヒ・ハインリヒ・フォン・ゼッケンドルフ率いるオーストリア軍を攻撃したが敗北し、ポーランド継承戦争における最後の大規模な戦闘となった。

## 背景
1734年のラインラント戦役の結果、フランスはライン川西岸をマインツまで占領し、一方ハプスブルク家（オーストリア）の軍勢は東岸で守備を強化した。1734年11月から、両国は中立国のイギリスとオランダの仲介で平和交渉をはじめた。交渉の最中、戦闘は1735年に主に北イタリアで再開、フランスに味方したスペインがさらなる侵攻を進めた。ラインラントではコワニー公フランソワ・デュ・フランクトー元帥率いるフランス軍が冬営を終わらせ、春と夏の間により攻撃的な態勢を整えたが、老将オイゲン公率いるハプスブルク家の軍勢の守備を挑むことには後ろ向きであった。
1735年8月、ピョートル・ラシ率いるロシア軍1万が到着し、オーストリア軍に加勢したが、これはロシア軍がはじめてライン川まで進軍した瞬間であった。オイゲン公は9月に平和交渉に加わるべくウィーンに召還され、代わりにヴュルテンベルク公カール・アレクサンダーが指揮を執った。オーストリア軍右翼を率いるフリードリヒ・ハインリヒ・フォン・ゼッケンドルフ帝国伯爵はカール・アレクサンダーの許可を受け、フランス軍左翼に攻撃を仕掛け、トリーアに押し返してマース川とモーゼル川の間の領地を得ようとした。

## 戦闘の前奏
9月20日、ゼッケンドルフの精兵はライン川の渡河をはじめ、モーゼル川にむけて移動し始めた。彼は41個大隊、約3万5千人を率いていた。同日、フランス左翼を率いるシャルル・ルイ・オーギュスト・フーケ・ド・ベル＝イル元帥は一定の規模を持つ派遣隊を率いてカイザースラウテルンから出撃、トリーアに駐留して補給をせしめようとした。27日にトリーアに到着すると、ベル＝イルは指揮権をベテューヌ伯爵（Béthune）に預け、29日にバート・デュルクハイムにいるフランス大本営へと戻った。彼はそこでゼッケンドルフの行軍を知り、大本営に留まった予備軍12個大隊にトリーアへの行軍を命じ、さらにオッゲルスハイムにいる本軍から9個大隊を引き抜いてトリーアに移動させた。10月6日に予備軍がトリーアに着き、本軍の9個大隊はその翌日に着いた。これにより、トリーアにいるフランス軍は歩兵29個大隊、騎兵66個中隊となったが、同時に補給も不足した。ベル＝イルはすぐに前進し、モーゼル川の南にあるルーヴェル川に沿って防御線を築いた。さらにムシー侯爵（Mouchy）率いる派遣隊を北東のリーゼルに偵察に行かせ、10日にルトー（Lutteaux）率いる1千人をムシーの増援として派遣した。

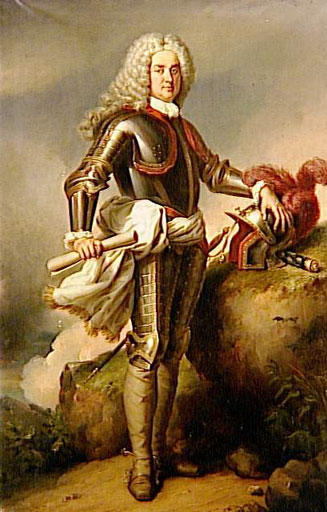
コワニー公フランソワ・デュ・フランクトー元帥
(画)ポーラン・ゲラン 1834年作。

ゼッケンドルフは5日にシュトロムベルクに着き、翌日にはジンメルンに向けて前進していたが、前方のハンガリー騎兵がキルヒベルクでフランスの竜騎兵の派遣隊に遭遇した。オーストリア軍はすぐに軍を前方に派遣、短期間の戦闘の後フランス軍の大半を捕虜にした。オーストリア軍は8日にはトラーバッハを占領、補給基地として使おうとした。ゼッケンドルフは補給を待っている間、リーゼルにあるフランス軍の陣地を視察し、フランス軍の目的がモーゼル川渡河の阻止であると考えた。彼はオーストリア軍左翼にさらに前進することを命令し、グレーフェンドロンまで進めてムシーの補給と連絡を切断しようとした。一方で本軍はリーゼルの南東にあるモンツェルフェルトへ進軍した。ゼッケンドルフは10月15日に派遣隊を送り、トラーバッハの西でモーゼル川北岸にあるクラウゼンがフランス軍に占領されているかを調べた。そして、占領されていないことがわかると、修道院にフザール40人を配置した。次の日、歩兵25個中隊と騎兵800人からなるフランスの先遣隊が修道院を強襲したが、ヴィットリヒからのオーストリア援軍が到着すると撤退した。ゼッケンドルフは続いてシュタイン男爵の旅団全体（直近に到着したイリュリア人部隊300人を含む）をクラウゼンに派遣した。ライン川沿岸の補給基地からの補給が遅れたことでゼッケンドルフは進軍を止めざるを得なかったが、彼の進軍はムシーにリーゼルからの撤退を迫ることに成功し、さらにポンツーンで橋を架けることにも成功した。
10月11日、コワニー元帥はベル＝イルの軍勢を支援すべきと考えた。ライン川にある本営から離れると、彼は自軍の大半をカイザースラウテルンとトリーアに向かわせた。コワニー軍の最前列は17日にトリーアに到着、ベル＝イルは前進することを決めた。19日、彼はトリーアの南でモーゼル川を渡り、北岸で軍営を置いた。18日にリーゼルで渡河をはじめたゼッケンドルフはこの動きを知った。彼はオザンで軍営を立てようとしたが、この報せで計画を変え、19日の夜に左翼の騎兵とゲオルク・フォン・ヘッセンの歩兵に、朝4時にモーゼルを渡河してクラウゼンに向けて行軍するよう命じた。リーゼルとベルンカステルで渡河するこれらの軍勢は正午にはクラウゼンに着く予定だった。

## 戦闘
コワニー元帥は10月20日の早朝に行軍を始めるよう命じ、まず北のヘッツェルラートに向かい、続いて東に転じて狭い道を通り、エッシュとリーフェニヒの間、クラウゼンの西にあるザルム川に着いた。ゼッケンドルフも早起きして西へ偵察に行ったためこの動きはオーストリア軍に筒抜けであった。フランス軍が狭い道から出て河岸に着くと、コワニーは左翼のフィリップ（Phelippes）率いる擲弾兵36個中隊に上流のエッシュに向かって進むよう命じ、続いてベル＝イル軍の33個歩兵大隊と68個騎兵中隊が進み、その後をコワニーのライン軍の17個歩兵大隊、と40個騎兵中隊が続いた。コワニーのライン軍は右に逸れてリーフェニヒの高台を占領した。

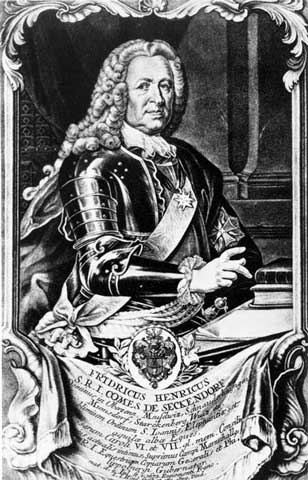
フリードリヒ・ハインリヒ・フォン・ゼッケンドルフ帝国伯爵

ゼッケンドルフはフランス軍の前衛を見かけると、すぐにハンガリー騎兵の一部に攻撃を仕掛けるよう命じ、攻撃は朝11時に行われたが跳ね返された。フランス軍の本軍が進軍してくることがわかると、彼は擲弾兵10個中隊にリーフェニヒの橋を守るよう命じ、右翼から騎兵20個中隊を引き抜いて左翼の補強に投入した。これらの動きの最中、支援部隊の歩兵がクラウゼンの高台に到着した。
14時ころ、フランスの戦列がエッシュとリーフェニヒの高台に到着した。コワニーは右翼を率いるリユー准将（Rieux）にリーフェニヒの橋を、左翼のフィリップにエッシュを、それぞれ確保するよう命じた。リーフェニヒの橋を守備していたオーストリア軍は人数の差に圧倒されて敗れ、フランス軍は橋を占領したがすぐに渡河はしなかった。ゼッケンドルフは擲弾兵5個中隊を左翼の補強に投入した。エッシュに向けて進軍するフランス軍は地形の影響で緩慢にしか進まず、ゼッケンドルフがエッシュの南に大砲を2門配置したことが進軍をさらに困難なものにした。軍の大半が16時までに到着すると、ゼッケンドルフはリーフェニヒの橋を奪回することを決め、一方両軍の中央部はザルム川の両岸で砲撃戦を戦っていた。
ゼッケンドルフは橋の奪回に擲弾兵6個中隊、デンマーク人歩兵1個大隊、ポンメルン人1個大隊、いくらかのハンガリー人騎兵をリーフェニヒに向けて派遣した。コワニーは右翼が数で上回られたため橋とリーフェニヒを放棄した。ゼッケンドルフは勢いに乗じて渡河、コワニー軍を側面から攻撃し、騎兵数個中隊をエッシュ近くで渡河させてフランス軍左翼を攻撃した。フランス歩兵がマスケット銃で騎兵に対しいくらか射撃を浴びせた後、フランス軍中央部に後退した。そこで夜が訪れ、戦闘も自然と終わった。

## その後
オーストリア軍は歩兵が戦死22、負傷76、騎兵が戦死23、負傷17、さらに軍馬が戦死40、負傷17、ほかには3人と軍馬7頭が行方不明だった。フランス軍は死傷者200人を出した。
コワニー元帥はゼッケンドルフの布陣を視察すると、それを強襲するには強固すぎたと考え、翌日にヘッツェルラートへ撤退した。ゼッケンドルフはディーマル男爵率いるハンガリー人とドイツ人騎兵を派遣してフランスの後衛を攻撃したが、フランスの規律は乱されず、ディーマルは補給と軍馬を少し略奪するにとどまった。コワニーはフェーレン近くでフランス軍左翼への行軍の報告を受けると、さらに撤退したが、実際にはオーストリア軍の補給隊がルクセンブルクからゼッケンドルフ軍へ補給を運んでいるに過ぎなかった。補給が極めて不足したため、コワニーは軍勢を二手に分け、モーゼル川の両岸に分散して配置しなければならず、敵軍がすぐそこにいる状況では極めて危険な行動だった。ゼッケンドルフがこの弱点をつくことはんあかったが、コワニーは少数の軍勢を除いて、28日にはモーゼル川北岸から撤退した。平和交渉により停戦協定が結ばれると、この報せは10月28日にコワニーに、11月12日にゼッケンドルフに届けられた。